# La Parade des pingouins
Pour plus de détails, voir Fiche technique et Distribution.
La Parade des pingouins (The Penguin Parade) est un cartoon Merrie Melodies réalisé par Tex Avery en 1938.

## Fiche technique
Sauf indication contraire, les informations mentionnées dans cette section peuvent être confirmées par la base de données cinématographiques IMDb,  présente dans la section « Liens externes ».
- Réalisateur : Tex Avery (comme : Fred Avery)
- Scénario : Ben Hardaway (comme : J.B. Hardaway)
- Production : Leon Schlesinger Studios
- Musique : Carl W. Stalling (non crédité)
- Montage : Treg Brown (non crédité)
- Langue : anglais
- Genre : animation, comédie
- Durée : 7 minutes
- Date de sortie :
  - États-Unis : 23 avril 1938

### Animation
Animateurs :
- Paul J. Smith (comme : Paul Smith)
- Virgil Ross (non crédité)
- Irven Spence (non crédité)
- Cecil Surry (en) (non crédité)
- Sidney Sutherland (non crédité)

Superviseur d'arrière-plan :
- Art Loomer (non crédité)

## Distribution
Sauf indication contraire, les informations mentionnées dans cette section peuvent être confirmées par la base de données cinématographiques IMDb,  présente dans la section « Liens externes ».
Voix originales : (personne n'est au générique)
- Tex Avery : le morse
- Mel Blanc : le manchot ivre et le manchot dansant
- Cliff Nazarro (en) : M.C.
- The Sportsmen Quartet : les chanteurs

## Titre en français
The Penguin Parade est programmé à la télévision sous le titre français La Parade des pingouins.